# Fakulteta za upodabljajoče umetnosti v Moskvi
Fakulteta za upodabljajoče umetnosti v Moskvi (rusko Факультет искусств МГУ) je javna fakulteta, ki ponuja študij upodabljajočih umetnosti in deluje v sklopu Moskovske državne univerze; ustanovljena je bila leta 2001.